# Noche inmensa
Noche inmensa es una película de Argentina filmada en colores dirigida por Lisandro Moriones sobre su propio guion que no tuvo estreno comercial y se exhibió en abril de 2001 en la sección Work in progress del Buenos Aires Festival Internacional de Cine Independiente.

## Sinopsis
Cecilia y Juan discuten mientras comen en una cantina y regresan separados a su casa. Cuando llega Juan, encuentra a Cecilia llorando.

## Reparto
Participaron del filme los siguientes intérpretes:
- Alicia Durán
- Juan Echavarría
- Eloy Alazard
- Fabián Fernández Barreiro
- Marcos Dubuch Cruz
- Martín Paulini
- Ana Messina
- Martín Dhroso